# 将種
将種（しょうしゅ）は、鎮守府将軍や征夷大将軍などの将軍を輩出する将家や兵家にその出自を持つ者。

## 概要
『日本三代実録』元慶二年六月八日条（西暦878年）に用例がみられ、元慶の乱に際して大納言源多の上表によると、将種でも兵家でもないことを理由に陸奥出羽按察使の辞職を願い出ている。元慶五年十一月九日条（西暦881年）の坂上瀧守の卒伝には「坂氏之先、世伝将種」とあり、坂上氏が代々に渡って世に将種を伝えたことが明記されている。
『藤原保則伝』には小野春風は「累代の将家にして、驍勇人に超えたり」と賞賛され、小野氏も累代の将家として将種を輩出していたことがわかる。